# Amphoe Sawankhalok
Amphoe Sawankhalok (Thai: อำเภอ สวรรคโลก) ist ein Landkreis (Amphoe – Verwaltungs-Distrikt) in der Provinz Sukhothai. Die Provinz Sukhothai liegt in der unteren Nordregion von Thailand. Die wichtigste Stadt, in der auch die Bezirksverwaltung sitzt, heißt ebenfalls Sawankhalok.

## Geographie
Benachbarte Distrikte (von Süden im Uhrzeigersinn): die Amphoe Si Samrong, Thung Saliam, Si Satchanalai, und Si Nakhon der Provinz Sukhothai, Amphoe Phichai der Provinz Uttaradit sowie Amphoe Phrom Phiram der Provinz Phitsanulok.

## Geschichte
Der Landkreis war ursprünglich der Kreis der Provinzhauptstadt der Provinz Sawankhalok. Im Jahr 1917 wurde der Landkreis von Mueang (เมือง) in Wang Mai Khon (วังไม้ขอน) umbenannt. Im Jahr 1932 wurde die Provinz Sawankhalok mit der Provinz Sukhothai zusammengelegt.
Die neue Provinz hieß zunächst Sawankhalok. Der Landkreis, in der sich die Provinzhauptstadt befand, wurde 1938 in Mueang Sawankhalok (เมืองสวรรคโลก) umbenannt. Ein Jahr später wurde Sukhothai zur Provinzhauptstadt, der Name der Provinz wurde entsprechend geändert. Zugleich bekam Amphoe Sawankhalok den heutigen Namen.

## Sehenswürdigkeiten
Siehe: Sawankhalok

## Verwaltung

### Provinzverwaltung
Sawankhalok ist in 14 Tambon (‚Unterbezirke‘ oder ‚Gemeinden‘) unterteilt, die sich weiter in 117 Muban (‚Dorfgemeinschaften‘) gliedern.
| Nr. | Name               | Thai         | Muban | Einw.  |
| --- | ------------------ | ------------ | ----- | ------ |
| 01. | Mueang Sawankhalok | เมืองสวรรคโลก | 09    | 17.470 |
| 02. | Nai Mueang         | ในเมือง       | 14    | 08.482 |
| 03. | Khlong Krachong    | คลองกระจง    | 09    | 04.958 |
| 04. | Wang Phinphat      | วังพิณพาทย์     | 04    | 00.822 |
| 05. | Wang Mai Khon      | วังไม้ขอน      | 11    | 01.758 |
| 06. | Yan Yao            | ย่านยาว       | 12    | 08.473 |
| 07. | Na Thung           | นาทุ่ง         | 12    | 05.254 |
| 08. | Khlong Yang        | คลองยาง      | 12    | 06.685 |
| 09. | Mueang Bang Yom    | เมืองบางยม    | 05    | 02.803 |
| 10. | Tha Thong          | ท่าทอง        | 08    | 03.634 |
| 11. | Pak Nam            | ปากน้ำ        | 12    | 06.960 |
| 12. | Pa Kum Ko          | ป่ากุมเกาะ     | 14    | 07.952 |
| 13. | Mueang Bang Khlang | เมืองบางขลัง   | 13    | 04.915 |
| 14. | Nong Klap          | หนองกลับ      | 08    | 05.893 |

### Lokalverwaltung
Sawankhalok (เทศบาลเมืองสวรรรคโลก) ist eine Stadt (Thesaban Mueang) im Landkreis, sie besteht aus dem gesamten Tambon Mueang Sawankhalok.
Außerdem gibt es vier Kleinstädte (Thesaban Tambon) im Landkreis:
- Nai Mueang (เทศบาลตำบลในเมือง) besteht aus dem gesamten Tambon Nai Mueang,
- Pa Kum Ko (เทศบาลตำบลป่ากุมเกาะ) besteht aus dem gesamten Tambon Pa Kum Ko,
- Khlong Yang (เทศบาลตำบลคลองยาง) besteht aus dem gesamten Tambon Khlong Yang,
- Mueang Bang Khlang (เทศบาลตำบลเมืองบางขลัง) besteht aus dem gesamten Tambon Mueang Bang Khlang.

Weiterhin gibt es acht „Tambon Administrative Organizations“ (TAO, องค์การบริหารส่วนตำบล – Verwaltungs-Organisationen) für die Tambon im Landkreis, die zu keiner Stadt gehören.